# 傅冠傑
傅冠傑（英語：Curtis Fu，1988年12月1日—）是美國出生的臺裔演員，模特兒，影片創作者。畢業於美國佩珀代因大學，主修商業管理。拍過的作品含有：廉政英雄 ，犀利人妻最終回：幸福男·不難電影，痞子英雄2：黎明再起，芬兰航空國際廣告。相信只要想得到就做得到，他畢業後到台灣追求自己的演藝夢想。在短時間累積多類作品。
傅冠傑在美國從四歲開始打高爾夫球。而且參加過很多高爾夫球比賽，並且2012年的Sunrise LPGA Pro-AM比賽獲得冠軍。除了高爾夫球，還擅長養身和影片創作。

## 个人生活
傅冠杰与马来西亚网红j-mie wong猪咪（黄子媚）与2018年开始恋爱，后疫情关系，加上在马来西亚的外国人与2021年4月21日离开马来西亚，最终，于2021年6月16日正式结婚，成为夫妻关系。

## 影視作品

### 戲劇
| 年份      | 劇名                        | 角色     | 性質     | 備註       |
| --------- | --------------------------- | -------- | -------- | ---------- |
| 2016      | 萌學園之尋找磐古            | 莫爾斯   | 主要角色 | 電影       |
| 2015      | 《迷途》                    | 張誠愷   | 男主角   | 微電影     |
| 2012 2015 | 廉政英雄                    | 王玉輝   | 男配角   | 民視電視劇 |
| 2014      | 痞子英雄2：黎明再起         | 便衣警察 | 男配角   | 電影       |
| 2014      | 《尋找Akalie》              | 朱先生   | 男配角   | 網路劇     |
| 2013      | 《台北不會下雪》            | Circle   | 男主角   | 網路劇     |
| 2012      | 犀利人妻最終回：幸福男·不難 | 傅先生   | 男配角   | 電影       |

## 廣告
- 2016年 - 國泰人壽：要求午休三小時的男子
- 2016年 - 凡士林 : 潤膚噴霧
- 2015年 - 芬兰航空
- 2015年 - 寶德利珠寶
- 2015年 - 金門高粱
- 2013年 - 綠的傢俱
- 2013年 - Chloe and Morris K
- 2012年 - La_New皮鞋
- 2011年 - Hugnii 抱枕

## 其他作品
- 2012年 - 蘋果日報 [7] 今日我最帥
- 2014年 - 康熙來了 像路人的大明星https://youtu.be/EB00PbWfKPQ

## 外部連結
- Curtis傅冠傑 Facebook
- Fu Love Channel （页面存档备份，存于）